# NGC 253
NGC 253（Sculptor Galaxy 、ちょうこくしつ座銀河、Caldwell 65）は、ちょうこくしつ座の方角にある渦巻銀河である。NGC 253はスターバースト銀河であり、急激な星形成の過程にある。

## 観測の歴史
この銀河は、1783年、彗星の探索中にカロライン・ハーシェルによって発見された。その約半世紀後、ジョン・ハーシェルは喜望峰で、18インチの反射望遠鏡を使って観測した。彼は、とても明るく大きな（長さ24′）壮大な天体である。その光はいくらか縞状であるが、この銀河には属していなさそうな4つの大きな天体と1つの非常に小さな天体の他には恒星は見られない。と記述した 。
シドニー郊外で働くバーナード・ミルズは、NGC 253は強い電波源でもあることを発見した。

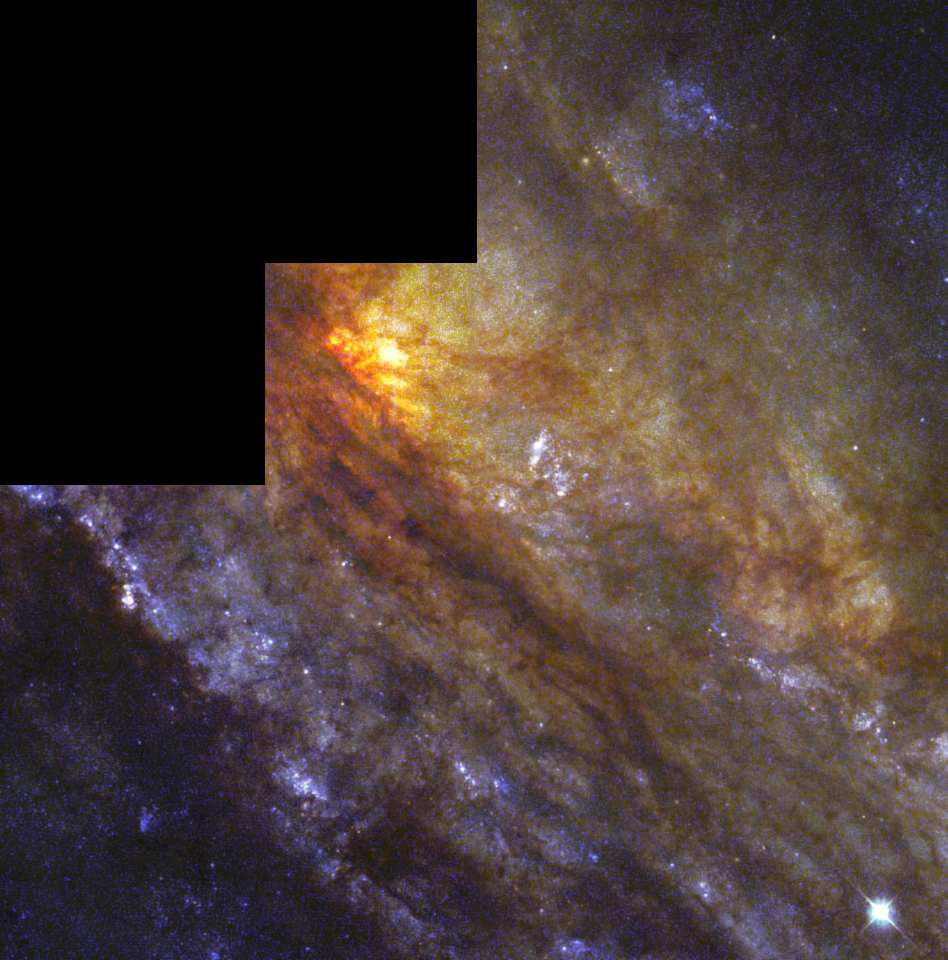
ハッブル宇宙望遠鏡によるNGC 253の拡大図

1998年、ハッブル宇宙望遠鏡は、NGC 253の詳細な写真を撮影した。

## 超新星
超新星は、一般的にスターバースト銀河と関連があるが、NGC 253では、超新星は1つしか発見されていない。SN 1940Eと名付けられた超新星は、銀河核から約54°南西の方角にある。この超新星は、1940年11月に発見された。

## 距離の推定
近年、少なくとも2つの方法でNGC 253までの距離が推定された。
2006年には、planetary nebula luminosity function法を用いて、1089万+85万-124万光年（3.34+0.26-0.38メガパーセク）と推定された。
2004年には、tip of the red giant branch法を用いて、1280万 ± 120万光年（3.94 ± 0.37メガパーセク）と推定された。
最も信頼できる距離の重み付け平均は、1140万 ± 70万光年（3.5 ± 0.2メガパーセク）と推定される。

## 銀河群
NGC 253は、銀河系から最も近い銀河群の1つであるちょうこくしつ座銀河群の中心に位置する。NGC253 はその中で最も明るく、NGC 247、PGC 2881、PGC 2933、UGCA 15等と重力で結びついている。ちょうこくしつ座銀河群のその他の銀河は、この銀河群の核に弱く結びついているだけである。

## アマチュアによる観測

### 双眼鏡
NGC 253は、全天で最も明るい銀河の1つであり、双眼鏡でも観測できる。アンドロメダ銀河やさんかく座銀河に次いで観測しやすい銀河であると考えられている。

### 望遠鏡
NGC 253は、口径300mmかそれ以上の望遠鏡で良い観測のターゲットとなる。このような望遠鏡では、まだらの円盤を持った長い楕円の銀河バルジとして観測される。バルジは周りの部分よりも若干明るいが、円盤よりも拡がって見える。口径400mmかそれ以上の望遠鏡では、銀河核の北西側に暗い塵の吸収帯とバルジに重なった10数個の恒星が観測できる。